# Globalno segrevanje
Globalno segrevanje – pogovorno tudi »podnebne spremembe«, »segrevanje Zemlje« – se nanaša na trenutni dvig povprečne temperature zemeljske atmosfere in oceanov. Gre za podnebne spremembe, ki jih povzročil človek:7 in so posledica neto izpustov toplogrednih plinov od začetka industrializacije.
Glede na izvor toplogrednih plinov ločimo več sektorjev - prometni in energijski, ter kmetijstvo. Največ izpustov iz kmetijstva je zaradi živinoreje, neracionalne rabe dušikovih gnojil in skladiščenja živinskega gnoja. K izpustom prispeva tudi deforestacija in spremembe rabe tal. Deforestacija je še posebej problematična, saj gozdovi predstavljajo ključni ponor ogljikovega dioksida v naravi.

## Globalno segrevanje atmosfere
Toplogredni plini povečujejo sposobnost  troposfere, da zadržuje infrardeče toplotno sevanje s čimer krepijo naravni učinek tople grede. Najpomembnejši toplogredni plin, povezan s trenutnim globalnim segrevanjem, je ogljikov dioksid (CO2) in drugi, kot so: metan in dušikov oksid. 
Marca 2013 je zaznal observatorij Mauna Loa na Havajih mesečno povprečno vrednost CO2 v Zemljini atmosferi, ki je presegla 400 delcev na milijon, leto kasneje pa je bila ta meja presežena tudi v svetovnem obsegu. Ta mejnik označuje, da smo z zgorevanjem fosilnih goriv povzročili, da so se koncentracije ogljikovega dioksida povečale za več kot 120 delcev na milijon v primerjavi s predindustrijsko dobo.

## Globalno segrevanje oceanov
Segrevanje oceanov se nanaša na stalno naraščanje temperature oceanov zaradi naraščajočih koncentracij toplogrednih plinov v ozračju, ki jih povzroča človeška dejavnost. Zato se v podnebnem sistemu Zemlje kopiči energija, večinoma v obliki toplote. Velika večina toplote - približno 89% - je shranjena v oceanih, približno 6% je segrevanje kopnega, približno 4% segreva kriosfero in približno 1% ozračje.
Posledice segrevanja oceanov so dvig morske gladine, ki ogroža obalna območja s poplavami, beljenje koral, ki uničuje biotsko raznovrstnost, močnejši in dolgotrajnejši hurikani, pogostejši in obsežnejši morski vročinski valovi (MHW), selitev in odmiranje morskih vrst ter zmanjšana topnost ogljika v vodi, kar vpliva na kroženje ogljika. 
Pariški sporazum in cilji trajnostnega razvoja Združenih narodov si prizadevajo za zajezitev dviga globalne temperature in varovanje morskega okolja. Spremljanje segrevanja oceanov je ključno za oceno učinkovitosti teh prizadevanj in sprejemanje nadaljnjih ukrepov.

### Prvo poročilo delovne skupine AR6
- IPCC (2021).  Masson-Delmotte, V.; Zhai, P.; Pirani, A.; Connors, S. L.;  in sod. (ur.). Climate Change 2021: The Physical Science Basis (PDF). Contribution of Working Group I to the Sixth Assessment Report of the Intergovernmental Panel on Climate Change. Cambridge, United Kingdom and New York, NY, USA: Cambridge University Press (In Press).
  - IPCC (2021). »Summary for Policymakers« (PDF). IPCC AR6 WG1 2021.
  - Arias, Paola A.; Bellouin, Nicolas; Coppola, Erika; Jones, Richard G.;  in sod. (2021). »Technical Summary« (PDF). IPCC AR6 WG1 2021.